# Priapea

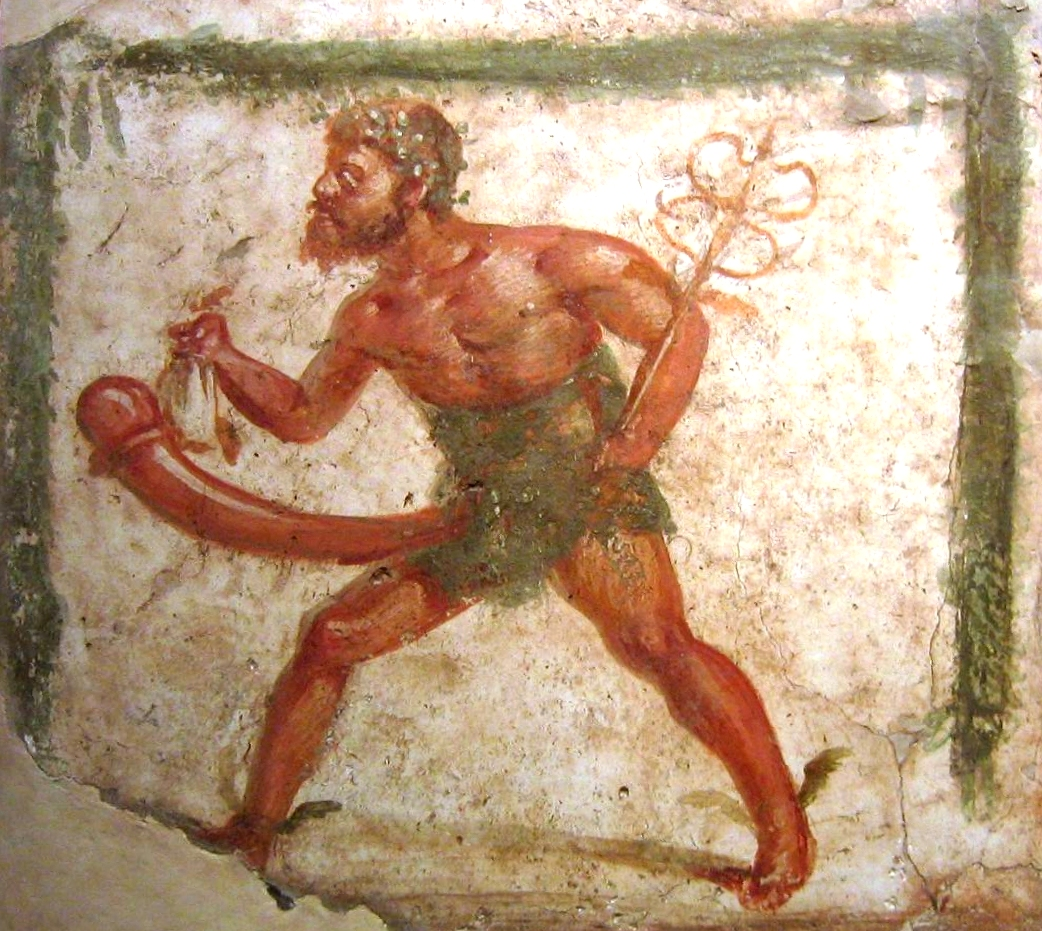
Priapus

De Priapea of Priapeia is een verzameling van 80 obscene, humoristische epigrammen van rond het jaar 100 gewijd aan de Grieks-Romeinse vruchtbaarheidsgod Priapus, die altijd werd afgebeeld met een enorme stijve penis, die als een soort running gag een terugkomend thema vormt. De gedichten zijn van hoge kwaliteit, maar de schrijver is onbekend. De collectie is in de loop der tijd toegeschreven geweest aan Vergilius, Ovidius, Martialis en Tibullus en waarschijnlijk tot in de middeleeuwen aangevuld en gewijzigd.
Een deel van de gedichten betreft monologen van Priapus waarin de god zichzelf feliciteert en prijst om de grootte en de viriliteit van zijn geslachtsdelen, en vreselijke waarschuwingen uitdeelt aan degenen die zonder toestemming zijn tuin willen ingaan of proberen zijn vruchten te stelen: hij bedreigt de onverlaten met diverse straffen van seksuele aard, zoals gedwongen orale en anale seks.

## Nederlandse vertaling
- Priapea. Vertaald en toegelicht door Harm-Jan van Dam. Amsterdam, Athenaeum-Polak & Van Gennep, 1994

| carminis incompti lusus lecture procaces, conveniens Latio pone supercilium.             | Jij die mijn ongelikte poëzie gaat lezen, mijn schaamteloze scherts, frons niet als een Romein.                |
| non soror hoc habitat Phoebi, non Vesta sacello, nec quae de patrio vertice nata dea est | Hier heeft niet Pallas, uit haar vaders hoofd verrezen, of Vesta of Apollo’s zuster haar domein.               |
| sed ruber hortorum custos, membrosior aequo, qui tectum nullis vestibus inguen habet.    | Hier woont de rode tuingod, meer dan zwaargeschapen, wiens kruis zelfs niet verhuld wordt door een lendendoek. |
| aut igitur tunicam parti praetende tegendae, aut quibus hanc oculis adspicis, ista lege. | Ofwel bemantel dus zijn onverhulde wapen, of zie het onder ogen en lees dan dit boek.                          |